# 柳あみ
柳 あみ（やなぎ あみ、1990年12月4日 - ）は、大阪府出身のモデル、タレントである。

## 来歴・人物
ウェブサイトのモデルや雑誌のヘアモデルを中心に、近年はテレビでも活動の場を広げている。特に関西では、2009年4月から出演しているレースガイド(関西版)で、知名度も上がっている。

## おもな出演

### CM
- レースガイド(2009年4月) - 関西版のみ

### イメージガール
- ROUND1「2009年ダーツギャルズ」アーベントイメージガール(2009年度)